# Blandouet-Saint-Jean
Blandouet-Saint-Jean es una comuna nueva francesa situada en el departamento de Mayenne, de la región de Países del Loira.

## Historia
Fue creada el 1 de enero de 2017, en aplicación de una resolución del prefecto de Mayenne de 2 de junio de 2016 con la unión de las comunas de Blandouet y Saint-Jean-sur-Erve, pasando a estar el ayuntamiento en la antigua comuna de Saint-Jean-sur-Erve.

## Demografía
| Gráfica de evolución demográfica de Blandouet-Saint-Jean entre 1800 y 2013 |
|                                                                            |

Los datos entre 1800 y 2013 son el resultado de sumar los parciales de las dos comunas que forman la nueva comuna de Blandouet-Saint-Jean, cuyos datos se han cogido de 1800 a 1999, para las comunas de Blandouet y Saint-Jean-sur-Erve de la página francesa EHESS/Cassini. Los demás datos se han cogido de la página del INSEE.

## Composición
| Comuna delegada     | Código INSEE | Población (2013) | Superficie (km²) | Densidad (hab./km²) |
| ------------------- | ------------ | ---------------- | ---------------- | ------------------- |
| Blandouet           | 53032        | 188              | 11.33            | 17                  |
| Saint-Jean-sur-Erve | 53228        | 452              | 25.39            | 18                  |